# 软件许可内部码
软件许可内部码（Software Licensing Internal Code），是Windows Vista和Windows 7操作系统中一項關於產品激活（Product activation）的技术。

## 概述
微软公司用SLIC来控制用户对OEM版本的非法使用。OEM（Original Equipment Manufacture）的基本含义是定牌生产合作，俗称“代工”。微软为特定的合作伙伴发放操作系统的OEM版本，以满足合作双赢的需求。这些OEM版本的操作系统随机器预安装，并采用批量许可的授权模式。这样的批量许可难以有效识别合法用户和非法用户，可能被滥用而导致版权问题。为了控制这个问题，微软规定在安装每一个操作系统时将其激活。OEM可在安装过程中根据OEM和批量许可的媒体安装映像。OEM销售的大部分系统包括由制造商预激活的Windows Vista标准版。
一般认为主板是硬件升级中最不可能更换的部件，甚至有观点认为，主板的更换约等于整台机器的更换。要有效识别一台机器是否为OEM合法用户，可以在每台预装操作系统的机器主板上，在BIOS裡面写入特定的信息，来标示这是一台OEM合法用户的机器。这样的信息就是SLIC。不同的OEM厂商的SLIC不同，所以他们的OEM操作系统不能混用。在没有预装系统的机器，即便是品牌机，也不会含有SLIC信息。这样，OEM版的操作系统就可以限定在OEM机器上使用。
SLIC一般是写在SLDT（Software Licensing Description Table，软件许可描述表）中的，SLDT长374字节。而SLDT写在ACPI（Advanced Configuration and Power Management Interface，高级配置和电源管理接口）。

## 运作模式
Windows XP OEM版激活，使用的是微软SLP 1.0。SLP（Software Licensing and Protection，软件许可和保护）服务是一项软件激活服务，使独立软件开发商为他们的用户采取灵活的软件许可条款。该1.0版本的激活技术并未使用数字签名技术，而是一段明文标识，比较容易被破解。
Windows Vista和Windows 7，取消了其他大客户版本，仅保留OEM版激活。其并使用的是微软SLP 2.x，公钥取代了明文，给破解造成一定的困难。SLP 2.x技术的验证具体过程如下：
1. 当安装的时候，零售版本用户需要输入光盘盒上的序列号（CD-KEY）。对于随机购买了OEM版本Vista的用户，可以在主机上找到一个相应版本的标签，作为购买OEM版的凭证。标签上面有一个带有象征意义的序列号，因为OEM版本的用户并不需要输入序列号。系统根据序列号识别Vista的不同版本，如基本家庭版、高级家庭版、商业版、旗舰版等。安装完毕后，序列号会被转换为四组字母或数字，即在“系统属性”里看到的“产品ID”。其中第二组是“OEM”的，即为OEM版本的序列号（CD-KEY）。从这里开始，产品ID代替了CD-KEY。同时，安装程序为OEM版本的安装生成一个OEM证书。
2. 当每次系统启动时，BIOS里的信息就会被加载到内存中。
3. 当登录系统之后，系统调用SLP服务，验证操作系统的许可权，尤其是激活状态。开始根据产品ID来识别系统的授权状态。如果没有检测到产品ID或者没有检测到合法的零售版产品ID，则视为未激活。如果检测到合法的零售版产品ID，则视为成功激活。如果检测到OEM版的产品ID，则继续验证。
4. 如果检测到OEM版产品ID，验证过程启动，并检查已安装的OEM证书是否正确。主要是用先前从BIOS加载到内存里的SLIC的公钥验证产品证书的数字签名。如果验证失败，则视为未激活。
5. 验证ACPI里SLIC与RSDT（Root System Description Table，根系统描述表）的OEM ID字段比较，以及用ACPI里SLIC标志和XSDT（Extended System Description Table，扩展系统描述表）中的OEM ID和OEM Table ID字段比较，如果不一致，则视为未激活。
6. 经过以上重重关卡之后，方视为正确的OEM授权，否则视为未激活并按照相关流程处理，例如要求激活。